# Orghana Khatun
Orghana Khatun, född okänt år, död 1266, var en mongolisk kejsarinna; gift med Qara Hülegü och Tjagataikhanatets regent under Mubarak Shahs omyndighet 1252-1261.